# Ogasawara (Klan)

Familienwappen Ogasawara (Drei gestaffelte Rauten)

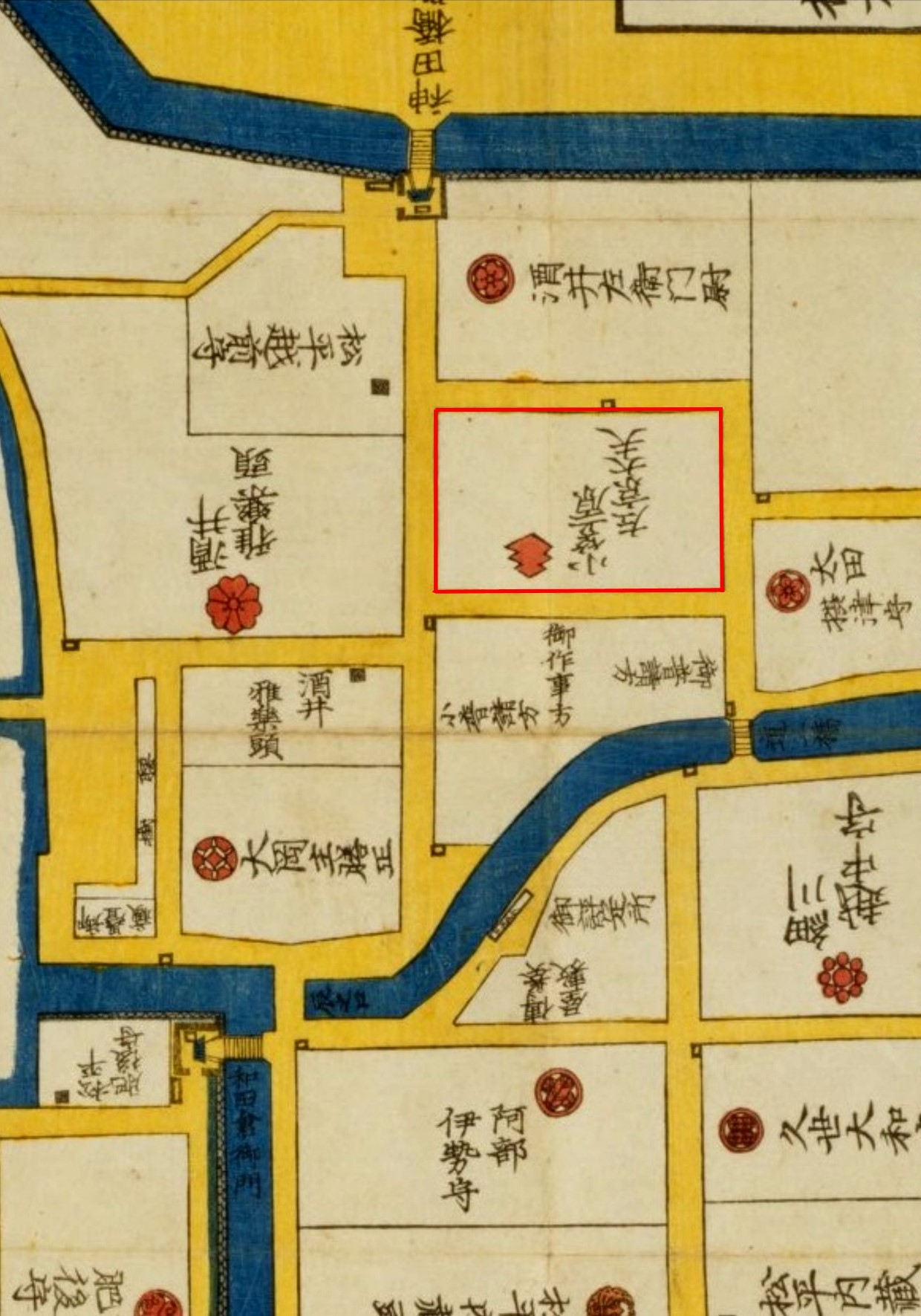
Ogasawara (Kokura) Residenz in Edo
(Ote-machi)

Die Ogasawara (japanisch 小笠原氏, Ogasawara-shi) waren eine Familie des japanischen Schwertadels (Buke), die sich von Takeda Yoshikiyo (武田義清; † 1163) ableitete, der seinerseits ein Nachfahre der Seiwa Genji war. Die Ogasawara lebten ursprünglich in der Provinz Shinano. Mit einem Einkommen von 150.000 Koku gehörten die in Kokura (heute ein Stadtteil von Kitakyūshū (Präfektur Fukuoka)) regierenden Ogasarawa zu den größeren Fudai-Daimyō der Edo-Zeit.

## Genealogie
- Nagakiyo (長清; 1162–1242), ein Enkel Yoshikiyos, war der erste, der den Namen Ogasawara führte. Seine Nachfahren übernahmen nach und nach Shinano in Besitz.

…
- Sadamune (貞宗; 1294–1350)

…
- Nagatoki (長時; 1519–1583)

…
- Sadayori soll ein Enkel von Nagatoki gewesen sein. Ihm wurde die Entdeckung 1593 der nach ihm benannten Ogasawara-Inseln zugeschrieben. Die Existenz Sadayoris und damit seine Entdeckung ist aber bisher nicht belegt.
- Hidemasa (秀政; 1569–1615), ein Enkel Nagatokis, diente Tokugawa Ieyasu und erhielt von ihm 1590 das Lehen mit Sitz in Koga (Provinz Shimōsa) mit 20.000 Koku Einkommen. 1601 wurde er nach Iida (Provinz Shinano) versetzt, wobei sein Einkommen auf 50.000 Koku erhöht wurde. 1613 erhielt er Fukashi (heute Matsumoto), den Sitz seiner Vorfahren, mit einem Einkommen von 80.000 Koku. Er hatte drei Söhne, die vier Linien begründeten:
  - Tadazane (忠真)
    - Tadao (忠雄) – Tadatomo (忠基) – Tadafusa (忠総) (a)
    - Sanekata (真方) – Sadamichi (貞通) – Sadaaki (貞顕) (b)

  - Tadanaga (忠脩) – Nagatsugu (長次) – Nagakatsu (長勝) – Nagatane (長胤) (c)
  - Tadatomo (忠知) – Naganori (長矩) – Nagasuke (長祐) – Nagashige (長重) (d)

Eine fünfte Linie stammte ebenfalls von Sadamune ab:
- - Nobuyuki (信之) – Masanobu (政信) – Sadanobu (貞信) – Nobutoki (信辰) (e)

Wie üblich, wurden den Ogasawara im Laufe der Zeit unterschiedliche Lehen zugeteilt:
- (a) Hauptlinie: sie residierte erst in Fukashi, dann ab 1671 in Akashi (Provinz Harima) und schließlich von 1632 bis 1868 in Kokura mit zuletzt 150.000 Koku und führten den Ehrentitel "Sakyō taifu". Nach der Meiji-Restauration bis 1945 Graf.
- (b) Nebenlinie: sie residierte bis 1868 in Chizuka (Provinz Buzen, heute Teil der Stadt Buzen) mit 10.000 Koku. Nach der Meiji-Restauration bis 1945 Vizegraf.
- (c) Nebenlinie: sie residierte bis 1617 in Tatsuno (Harima), ab 1632 in Nakatsu (Provinz Buzen) und schließlich 1716 in Ashi (Harima) mit 10.000 Koku. Nach der Meiji-Restauration bis 1945 Vizegraf.
- (d) Nebenlinie: sie residierte bis 1632 in Kitsuki (Provinz Bungo), ab 1645 in Yoshida (Provinz Mikawa, heute Toyohashi), ab 1697 in Iwatsuki (Provinz Musashi), ab 1711 in Kakegawa (Provinz Tōtōmi), ab 1747 in Tanakura (Provinz Mutsu) und dann von 1817 bis 1868 in Karatsu (Provinz Hizen) mit zuletzt 60.000 Koku. Nach der Meiji-Restauration bis 1945 Vizegraf.
- (e) Nebenlinie: sie residierte 1608 in Koga (Shimōsa), ab 1619 in Sekiyado (Shimōsa), ab 1637 in Takasu (Provinz Mino; heute Teil der Stadt Kaizu), ab 1691 in Katsuyama (Provinz Echizen) mit zuletzt 22.000 Koku. Nach der Meiji-Restauration bis 1945 Vizegraf.